# Аргентина на летних Паралимпийских играх 1960
Аргентина была одной из семнадцати стран, участвовавших в первых летних Паралимпийских играх 1960 года, которые проходили в Риме (Италия) с 18 по 25 сентября 1960. Подготовка к Играм началась за два года до их проведения, в 1958, когда были организованы 9-е ежегодные Международные игры в Сток-Мандевилле. Команда заняла десятое место в медальном зачёте, завоевав шесть медалей — две золотые, три серебряные и одну бронзовую. В состав аргентинской команды входило пять спортсменов — один мужчина и четыре женщины.

## Медали

### Медалисты
| Медаль | Спортсмены     | Соревнование | Класс                            |
| ------ | -------------- | ------------ | -------------------------------- |
| 1      | Пераццо        | Плавание     | 50 m crawl incomplete class 3    |
| 1      | Хуан Шнитовски | Плавание     | 50 m backstroke complete class 5 |
| 2      | Миер           | Плавание     | 50 m complete class 5            |
| 2      | Хуан Шнитовски | Плавание     | 50 m crawl complete class 5      |
| 3      | Галан          | Плавание     | 50 m crawl incomplete class 4    |

## Комментарии
1. ↑  Данные взяты с сайта Международного паралимпийского комитета и основаны на информации, содержащейся в оригинальных печатных изданиях итоговых результатов. Некоторая информация по более ранним Паралимпийским играм (т.е. 1960-1984 гг.) является неполной и не содержит фамилий некоторых спортсменов. Кроме того, некоторые спортсмены, чей пол не может быть точно определен из исходной информации, зарегистрированы как "х" на основании их участия в смешанных соревнованиях.[1]